# Hubert Jedin
Hubert Jedin (Groß Briesen,17. lipnja 1900. – Bonn, 16. srpnja 1980.) bio je njemački katolički svećenik i crkveni povjesničar.

## Život
Jedin je humanističku naobrazbu stekao studirajući teologiju i povijest od 1918. godine u Münchenu, Freiburgu i Wrocławu, gdje je i zaređen za svećenika 1924. godine. 1925. je doktorirao na poznatom povjesničaru Crkve Franzu Xaveru Seppeltu. Nakon toga Jedin nastavlja studij u Rimu od 1926. do 1930. gdje je bio kapelan u vatikanskom zavodu Campo Santo Teutonico, te član Rimskog Görres društva. 
Do 1933. predavao je kao profesor na filozofsko-teološkom fakultetu Sveučilišta u Wroclawu, kada su nacisti zatvorili taj fakultet. Jedinova majka bila je židovskog podrijetla, tako da je u listopadu 1933. ponovno otišao u Rim. 1936. kardinal Bertram imenovao ga je biskupijskim arhivarom. Nakon privremenog uhićenja u Kristalnoj noći 1938. godine, Jedin ponovno odlazi u Rim. Tamo se, pod pokroviteljstvom kardinala Giovannija Mercatia, posvetio radu na istraživanju i pisanju povijesti, posebno Tridentskog sabora. Kada je Wehrmacht 1943. – 1944. zauzeo Rim, Jedin nikako nije mogao napustiti Teutonski zavod u Vatikanu.
1946. imenovan je profesorom crkvene povijesti na Katoličkom bogoslovnom fakultetu u Bonnu 1949. Godine 1951. imenovan je profesor srednjovjekovne i moderne crkvene povijesti. 1965. otišao je u mirovinu 

## Povijesna istraživanja i djela
Dok je za vrijeme njemačke okupacije živio u vatikanskom zavodu Campo Santo Teutonico, pod zaštitom pape Pija XII., radio je na povijesti Tridentskog sabora, koji je objavljen u razdoblju od 1951. do 1976. Jedinje napisao najopsežniji opis Tridentskog sabora (Geschichte des Konzils von Trient) od oko 2400 stranica u četiri knjige:
- Povijest Tridentskog sabora: Borba za Sabor
- Povijest Tridentskog sabora: Prvo zasjedanje u Tridentu 1545. – 1547.
- Povijest Tridentskog sabora: Zasjedanje u Bologni 1547. – 1548. i Tridentu 1551. – 1552.
- Povijest Tridentskog sabora: Treći dio i zaključak
Objavio je više od 700 naslova, uključujući i više od 40 knjiga, te više od 250 eseja. Također je napisao brojne članke u važnim teološkim i povijesnim enciklopedijama. Tako se u drugom izdanju Leksikona za teologiju i Crkvu, objavljenom od 1957. do 1965. nalazi 76 Jedinovih djela.
Njegovo najpoznatije djelo, koje je uredio s više autora, su svesci Velika povijest Crkve. Djelo je objavljeno na velikim svjetskim jezicima, također i na hrvatskom u izdanju Kršćanske sadašnjosti.
- Velika povijest Crkve -  I
- Velika povijest Crkve - II 
- Velika povijest Crkve -  III/1
- Velika povijest Crkve -  III/2
- Velika povijest Crkve -  IV
- Velika povijest Crkve -  V
- Velika povijest Crkve -  VI/1
- Velika povijest Crkve -  VI/2

## Peritus na Drugom vatikanskom saboru
Papa Ivan XXIII. imenovao ga je Peritusom, tj. teologom savjetnikom, na Drugom vatikanskom saboru (1962. – 1965.).

## Nagrade i priznanja
Jedin je nagrađen s nekoliko počasnih doktorata i drugim počastima. Među ostalim, 1978. primio je Počasni prsten Društva Görres, što je najveća znanstvena nagrada toga društva.